# Convent de Sant Felip Neri (Palma)
El convent de Sant Felip Neri és un convent de Palma que pertany a la Congregació de l'Oratori. La comunitat s'establí al convent a mitjan segle xix, a l'indret on, fins a la desamortització de 1836, hi havia hagut el convent dels Trinitaris, anomenat convent del Sant Esperit. Prèviament a la dita desamortització, la Congregació de l'Oratori havia estat en un convent destruït poc després per construir la Plaça Major.
De l'antic complex dels Trinitaris es conserva, principalment, l'església, reanomenada de Sant Felip Neri pels oratorians. De la resta de construccions de l'antic convent en resta poca cosa: la major part pertany al projecte de rehabilitació dels oratorians de mitjan segle xix.

## Història
El que actualment es coneix com a convent de Sant Felip Neri correspon al que fou històricament el convent dels trinitaris de la ciutat, mentre que, al seu torn, la Congregació de l'Oratori tenia el seu convent en un altre indret.

### El convent dels trinitaris

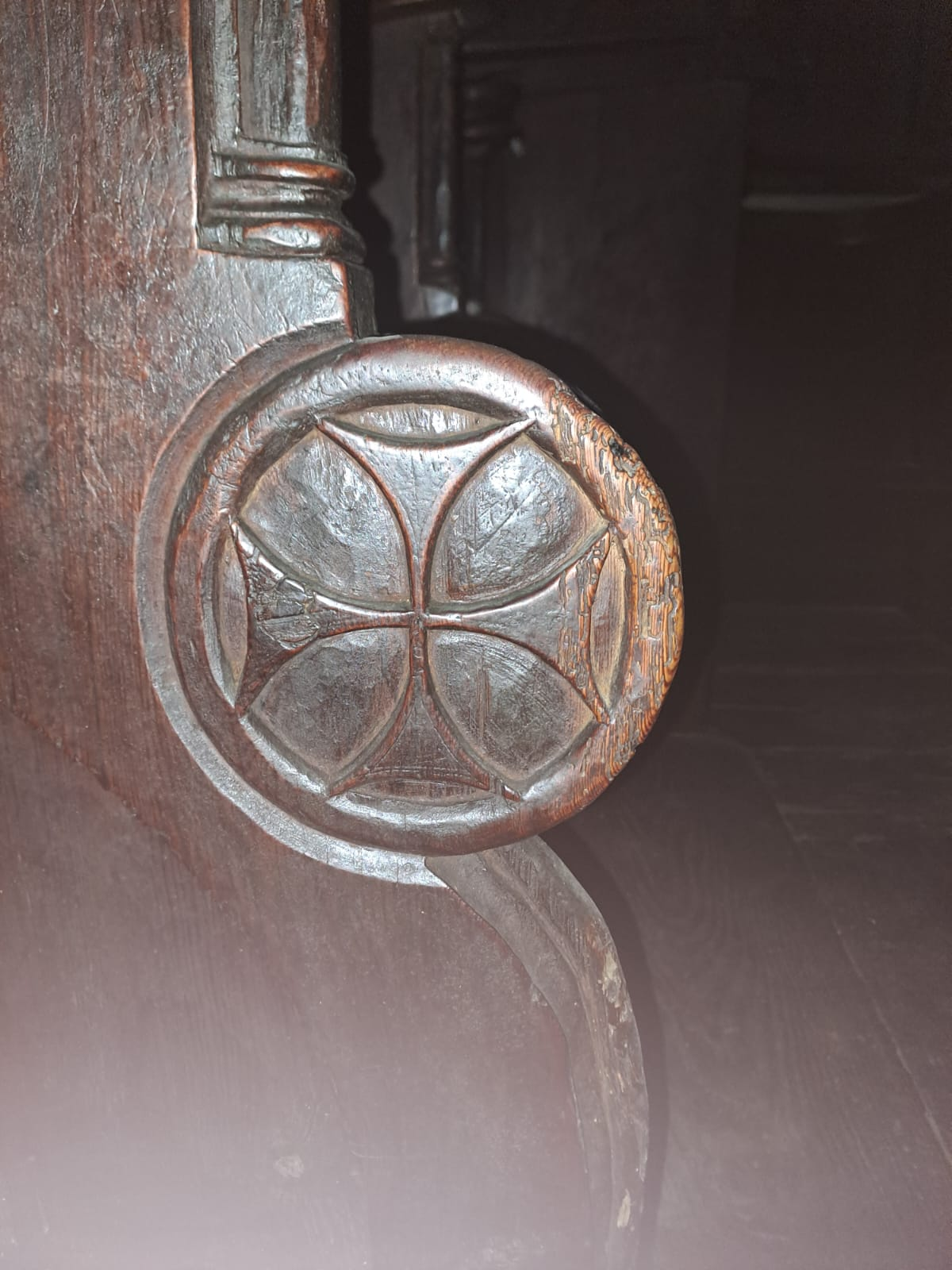
Emblema dels Trinitaris tallat al cadiram

L'església de Sant Felip Neri, amb les poques restes que romanen del convent i tot allò que s'esbucà, pertany al que fou el convent del Sant Esperit, de l'Orde dels Trinitaris. Aquest orde, aprovat pel papa Innocenci II el 1198, s'establí a Mallorca el mateix 1232, gràcies a la intercessió de Constança d'Aragó, germanastra del Rei en Jaume. La comunitat la constituí a l'anglès Sebastian Robes, qui vengué amb cinc preveres de Marsella i tres llecs de Lleida, i els fou donada una propietat a la porta del Sitjar (actual carrer de la Concepció). Allà hi establiren un hospital, conegut com a Hospital dels Rossos pel vestit que duien els infants.
El 1299, es traslladaren en un nou convent vora la parròquia de Sant Miquel, al carrer d'en Vilanova. Aquest hospital funcionà fins a 1458, quan tots els hospitals de la ciutat s'unificaren en un de sol, l'Hospital General de Mallorca. El segle xvii, els trinitaris construïren una nova església, dedicada a l'Esperit Sant, els fonaments de la qual es posaren el 1612, i fou beneïda el 8 d'octubre de 1628.
L'any 1836, a conseqüència de la Desamortització de Mendizábal, el convent del Sant Esperit fou expropiat per l'Estat i subhastat, i la comunitat de 35 trinitaris fou dissolta (de llavors ençà, no hi ha tornat a haver trinitaris a Mallorca). Segons els plans de reforma de l'ajuntament, el claustre del convent s'enderrocà (1863) per obrir un nou carrer (l'actual carrer de Sant Felip Neri), i solament romangué l'església, que es trobava en molt mal estat de conservació. Després de tenir diverses funcions, el 1858 les antigues dependències dels trinitaris passaren de nou a tenir ús religiós, amb l'establiment de la Congregació de l'Oratori, que construïren un nou convent, restauraren l'església (segons projecte de Pere d'Alcàntara Penya i Nicolau) i rebatejaren el complex amb el nom de Sant Felip Neri, en honor del sant patró de la Congregació. Actualment encara pertany als oratorians, que hi tenen una escola.

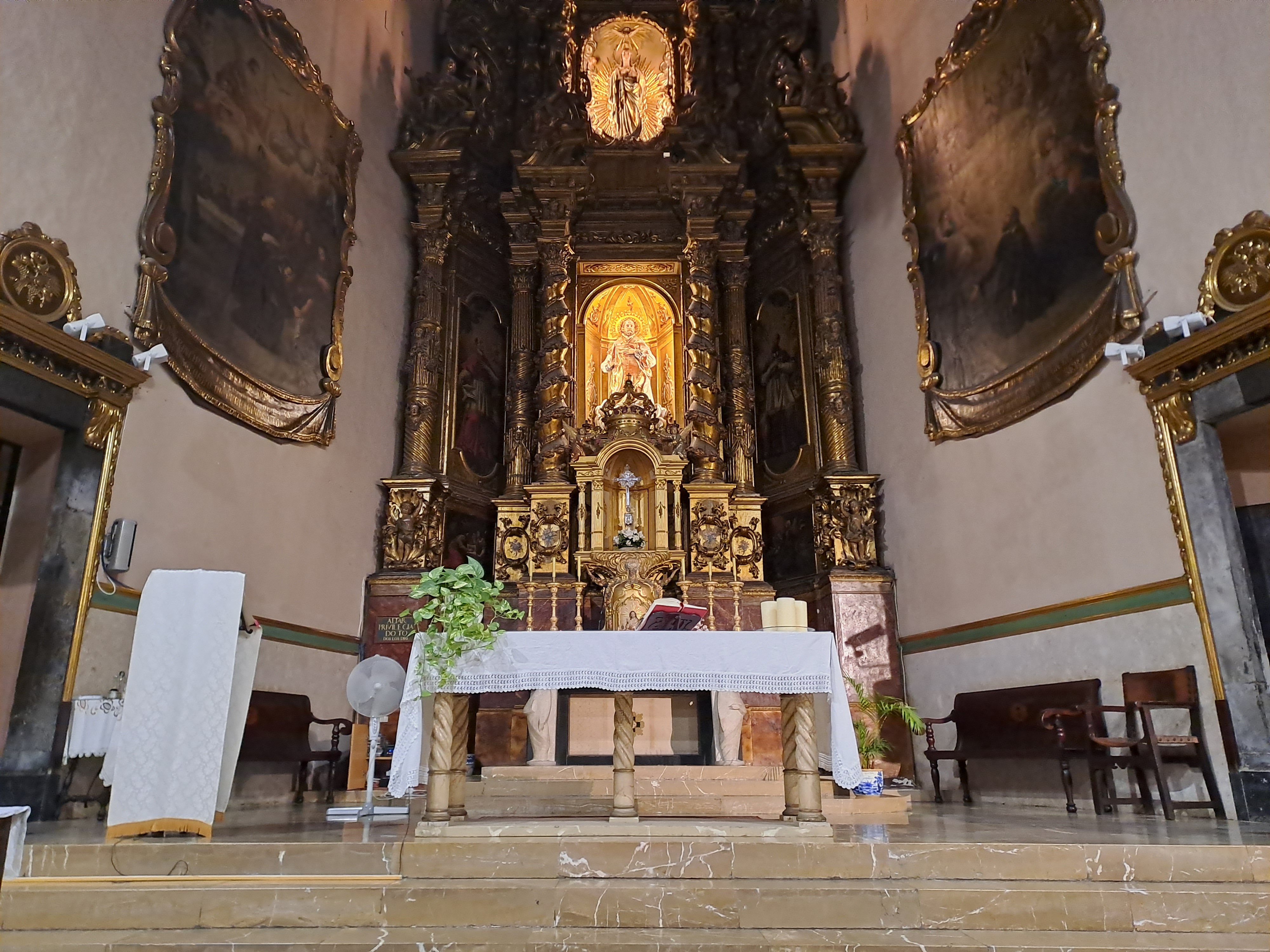
L'Altar Major, amb preeminència de Sant Felip Neri

### La Congregació de l'Oratori a Mallorca
La Congregació de l'Oratori, fundada el 1565 per Sant Felip Neri, arribà a Mallorca el 1712, i construïren el seu convent davant la Casa Negra de la Inquisició (a l'actual Plaça Major). Després de l'exclaustració de 1836, la comunitat dels oratorians es dissolgué, i l'edifici caigué en desús. El 1854, l'ajuntament aprovà l'esbucament del convent per construir la Plaça Major.

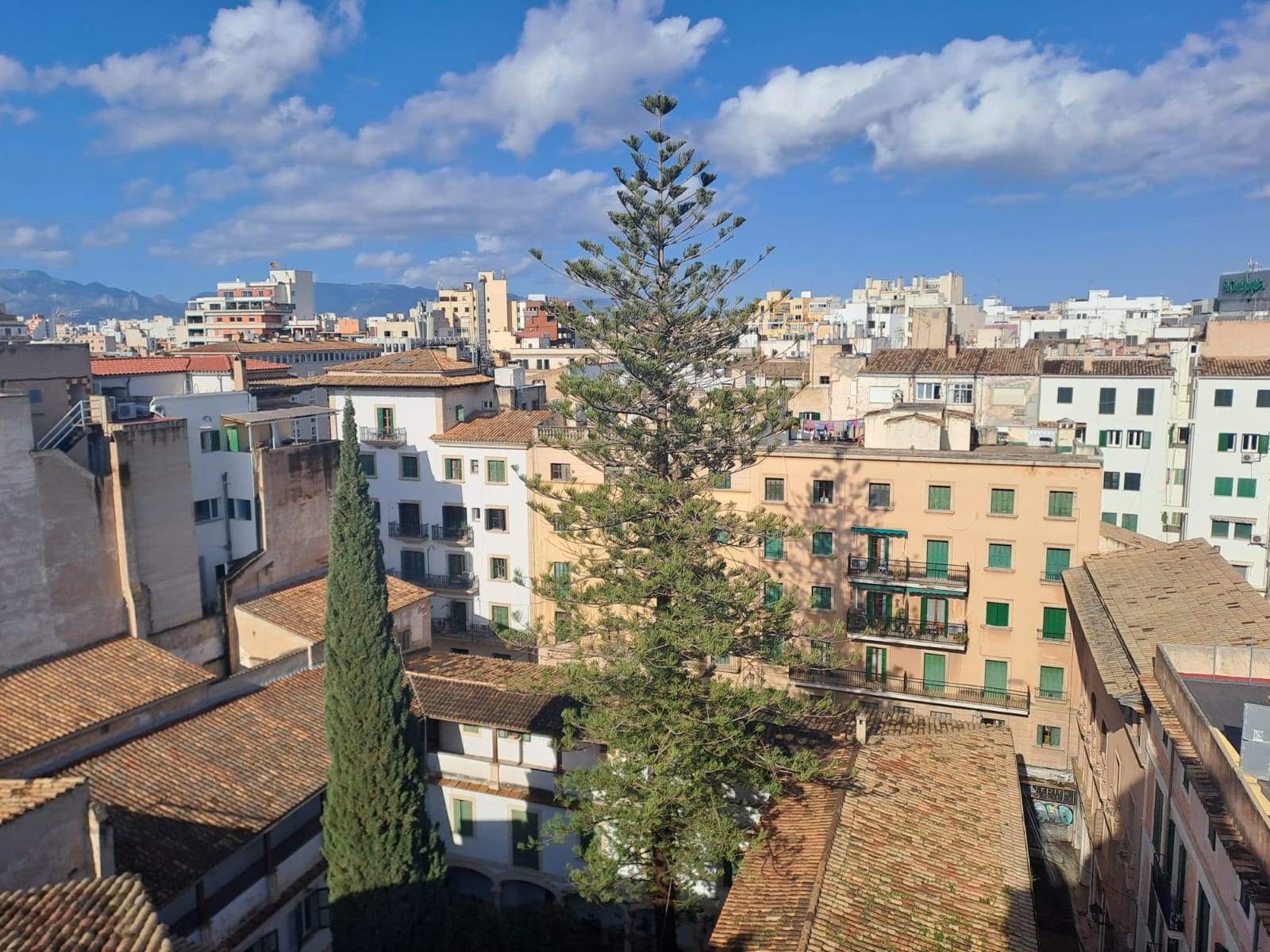
El claustre vist de dalt del campanar

El 1858, quan la Congregació fou autoritzada a tornar, calgué trobar una nova llar, i hom els oferí l'antic convent dels trinitaris, que, tot i que amenaçava de ruïna, romania desocupat, i l'església era utilitzada com a magatzem de palla. La comunitat oratoriana, llavors formada solament pel Pare Frau i el germà Pere Antoni Canyelles, s'instal·là al convent el gener de 1859, i tot d'una començaren les obres de rehabilitació del convent i construcció de noves dependències, que s'allargaren fins a 1875. Entre els treballadors que hi participaren consten els mestres d'obres Joan Bauçà i Francesc Rosselló, els fusters Josep Muntaner i Miquel Mates, el ferrer Jordi Palmer, el vidrier Mariano Enric i el pintor Vicenç Mates.
El maig del mateix 1859, l'església del Sant Esperit fou reanomenada de Sant Felip Neri.

## El convent

### El claustre

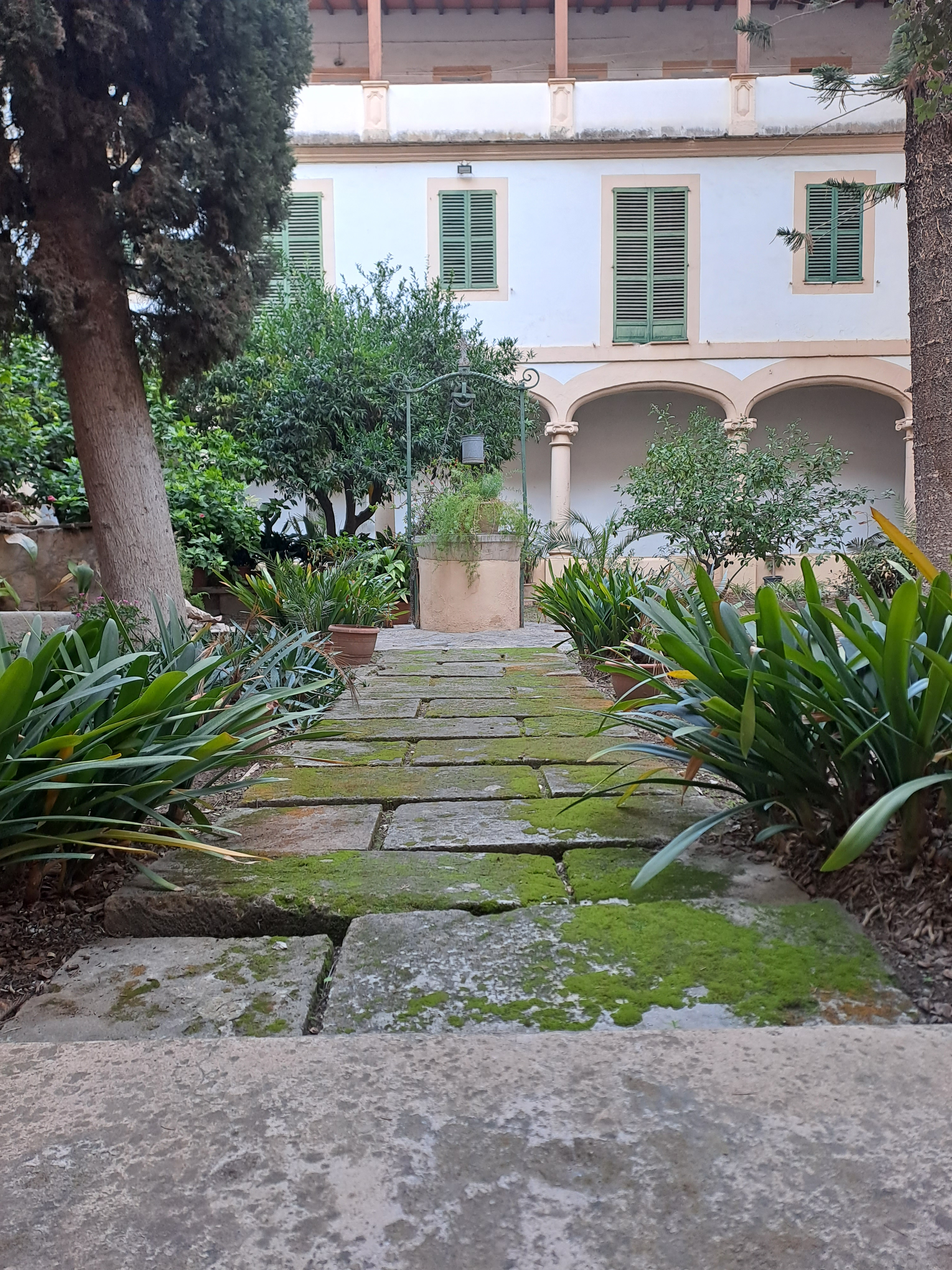
Claustre del convent

L'antic claustre dels trinitaris era molt més gran. El carrer de Sant Felip Neri, obert el 1863, xapa les antigues dependències del convent. En el moment en què s'obrí el carrer anteriorment mencionat es donà accés a la gent als dos pous que hi havia al claustre.

### Habitacions
Al convent de Sant Felip Neri es mantenen pràcticament intactes tres habitacions del convent del segle xix que van pertànyer a tres personatges importants dels segles xix i xx: són les habitacions de Joaquim Rosselló, fundador dels Missioners del Sagrat Cor, Salvi Huix i Miralpeix, bisbe català afusellat a Lleida durant la Guerra Civil, i Francesc Molina i Guardiola, restaurador de la Congregació de l'Oratori a Mallorca).

### Arxiu
El convent de Sant Felip Neri disposa d'un arxiu històric on es guarden tota mena de documents relacionats amb l'església i el convent. També disposa de documents originals de Miquel Costa i Llobera, alguns dels quals exposats al museu de l'església, i Maria Antònia Salvà, poetessa mallorquina, entre altres personatges importants del segle xix i xx a Mallorca.

### Arxiu d'oratoris
El convent també disposa d'un dels arxius d'oratoris (gènere musical) més important de Europa.

### Biblioteca
A la biblioteca hi ha una àmplia gama de llibres i escrits de caràcter religiós de considerable antiguitat.

## L'Església

### L'Altar Major
El retaule que es troba a l'altar major de l'església és d'estil barroc, i és el mateix que hi havia a la primera església de la Congregació, que es trobava a l'actual Plaça Major. L'autor fou l'escultor català Andreu Carbonell (1713), deixeble de Francesc Herrera. El retaule fa tretze metres d'alçada, sis d'ample i 1'35 de fondària.
A la part superior del retaule es troba Sant Pere, representat al medalló amb els seus atributs (les claus de les portes del cel). Al nínxol superior es pot observar una talla de la Immaculada Concepció, obra de l'artista alcudienc Llorenç Ferrer i Martí (1854-1928). Davant de la Mare de Déu hi ha representades les quatre virtuts teologals: Fe, Esperança, Caritat i Veritat. Al nínxol central hi ha una escultura de Sant Felip Neri, titular del temple, i als costats es troben dues teles allargades que representen Sant Carles Borromeu (dreta) i Sant Francesc de Sales (esquerra), obra del pintor Miquel Pont. A la part inferior del retaule hi ha dues pintures, obra de Bartomeu Morei: a la dreta, Sant Mateu, i a l'esquerra, les Plagues de Sant Francesc. El fet que tots dos es trobin representats aquí es deu al fet que eren els sants onomàstics dels canonges Mir, que pagaren les despeses del retaule. L'expositori és modern (1926).

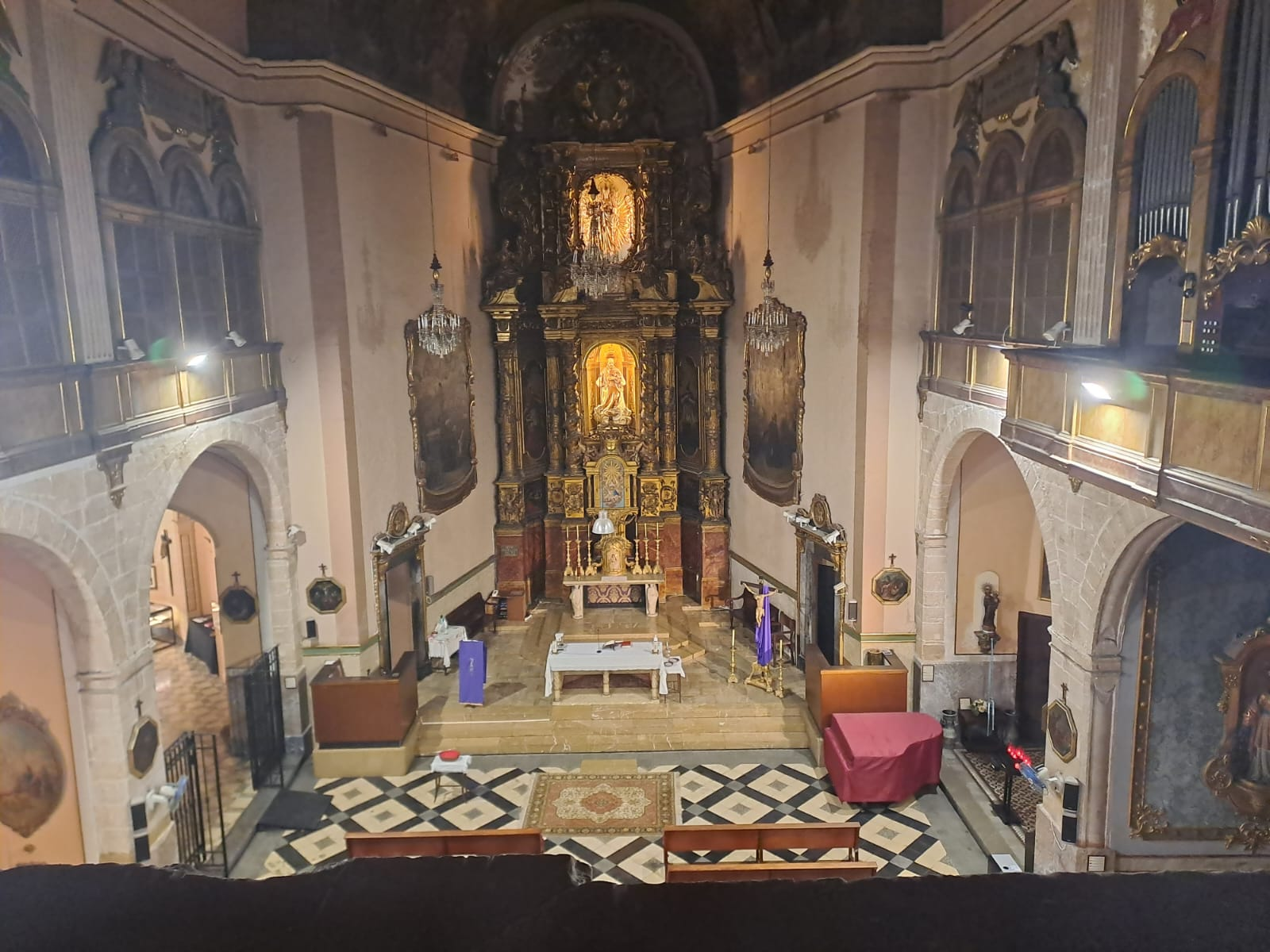
L'altar major vist del cor; a la dreta, l'orgue.

L'altar és de pedra monolítica, és a dir, fet d'una sola pedra, sostinguda per dos àngels de talla, obra de l'escultor Pere Martínez Pavia. L'altar fou consagrat el 25 de maig de 1959 pel Vicari General, el Doctor Francesc Planas (qui posteriorment seria bisbe d'Eivissa), amb motiu del Centenari de l'arribada dels pares de l'Oratori (1859) al convent. L'encarregat de decorar la volta de l'absis fou de nou Vicenç Mates, qui hi representà la glorificació del sant titular. Les dues pintures de grans dimensions de les parets laterals del presbiteri representen escenes de la vida de Sant Felip: quan rebé l'Esperit Sant en forma de globus de foc mentre resava en les catacumbes de Sant Sebastià (dreta) i quan donà principi a la Confraria de la Santíssima Trinitat per donar auxili als peregrins i convalescents (esquerra). En terra hi ha una làpida que recorda que allà descansen les restes del Pare Francesc Molina, restaurador de la Congregació de l'Oratori, portades l'any 1959.

### Capella del Sant Crist Rescatat
Aquesta capella està dedicada al Sant Crist Rescatat, figura anomenada així perquè fou rescatada pel pare Joan Antoni Bello, de l'Orde dels Trinitaris, de mans dels algerins. El Sant Crist Rescatat es venera en aquest temple de l'any 1697 ençà, segons l'arxiu de l'Oratori. La llegenda diu que el Sant Crist es trobava a Alger quan el Pare Joan Antoni Bello el va trobar, tirat pel carrer. Quan el Pare Bello en demanà el preu li digueren que li vendrien pel seu pes en monedes. Quan anaren a pesar el Sant Crist, miraculosament, la figura nomes pesà una moneda. No contents amb el resultat, no li'l volgueren vendre, i el Pare Bello els oferí trenta monedes per la figura, la mateixa quantitat que rebé Judes Iscariot per la traïció a Jesucrist, oferta que, finalment, acceptaren.

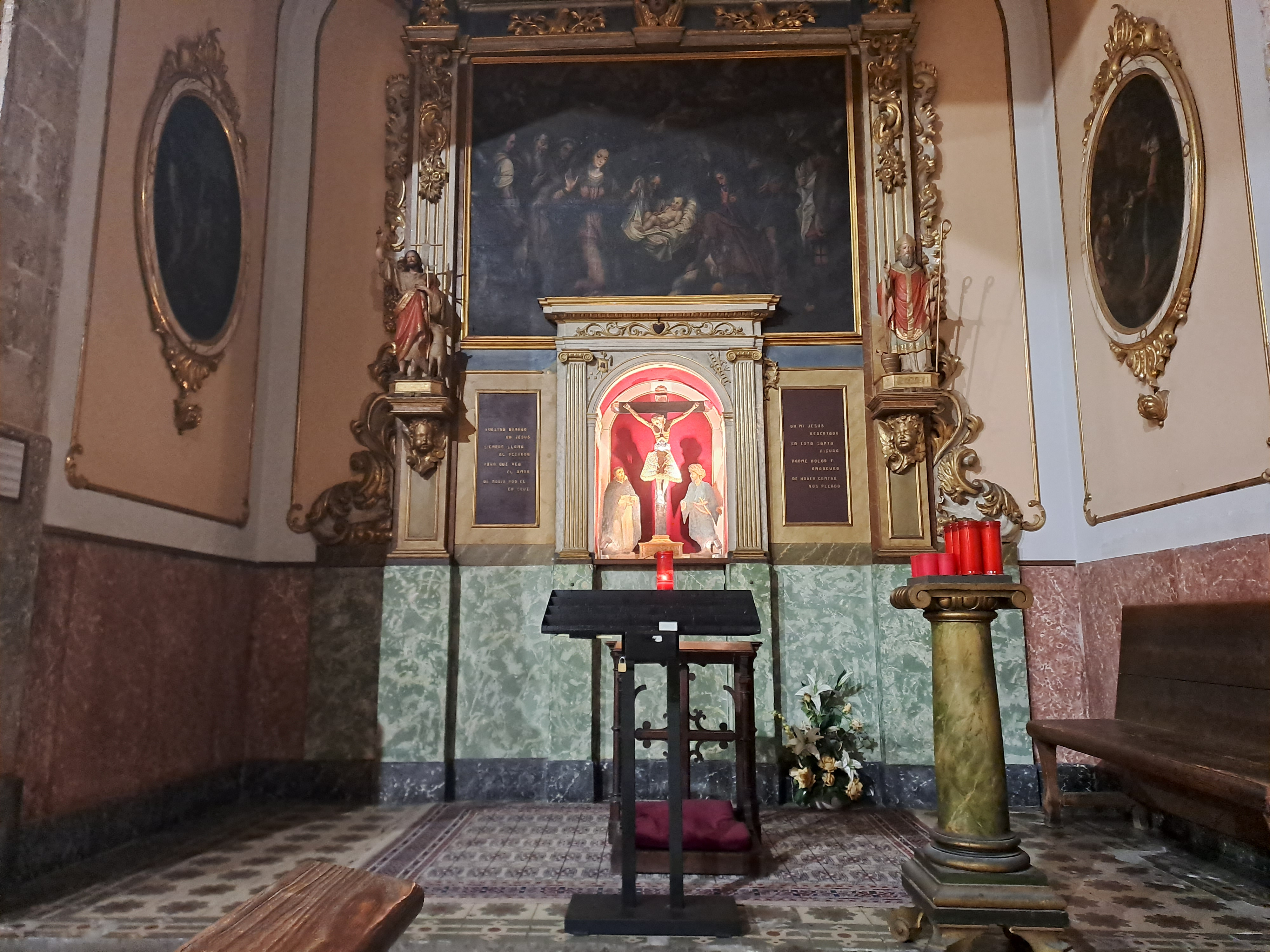
Capella del Sant Crist Rescatat

A la part superior de retaule es pot observar un medalló de Sant Vicenç Ferrer, i just abaix, una pintura que representa el naixement de Jesús, d'autor desconegut. Als costats del Sant Crist hi ha dues petites escultures de Sant Nicolau de Bari (dreta) i de Sant Joan Baptista (esquerra). A les parets laterals de la capella hi ha dues escenes, en forma de medalló, del rescat del Sant Crist.

### Capella de la Mare de Déu de Lourdes
Aquesta capella està dedicada a la Mare de Déu de Lorda, que la presideix del 1908 ençà. Tant la Mare de Déu com la Santa Bernadeta Sobirós (1927), agenollada als seus peus, són obra de Guillem Galmés. Les dues talles que representen el Beat Antoni Grassi (esquerra) i Sant Lluís Gonzaga (dreta) són també obra seva.

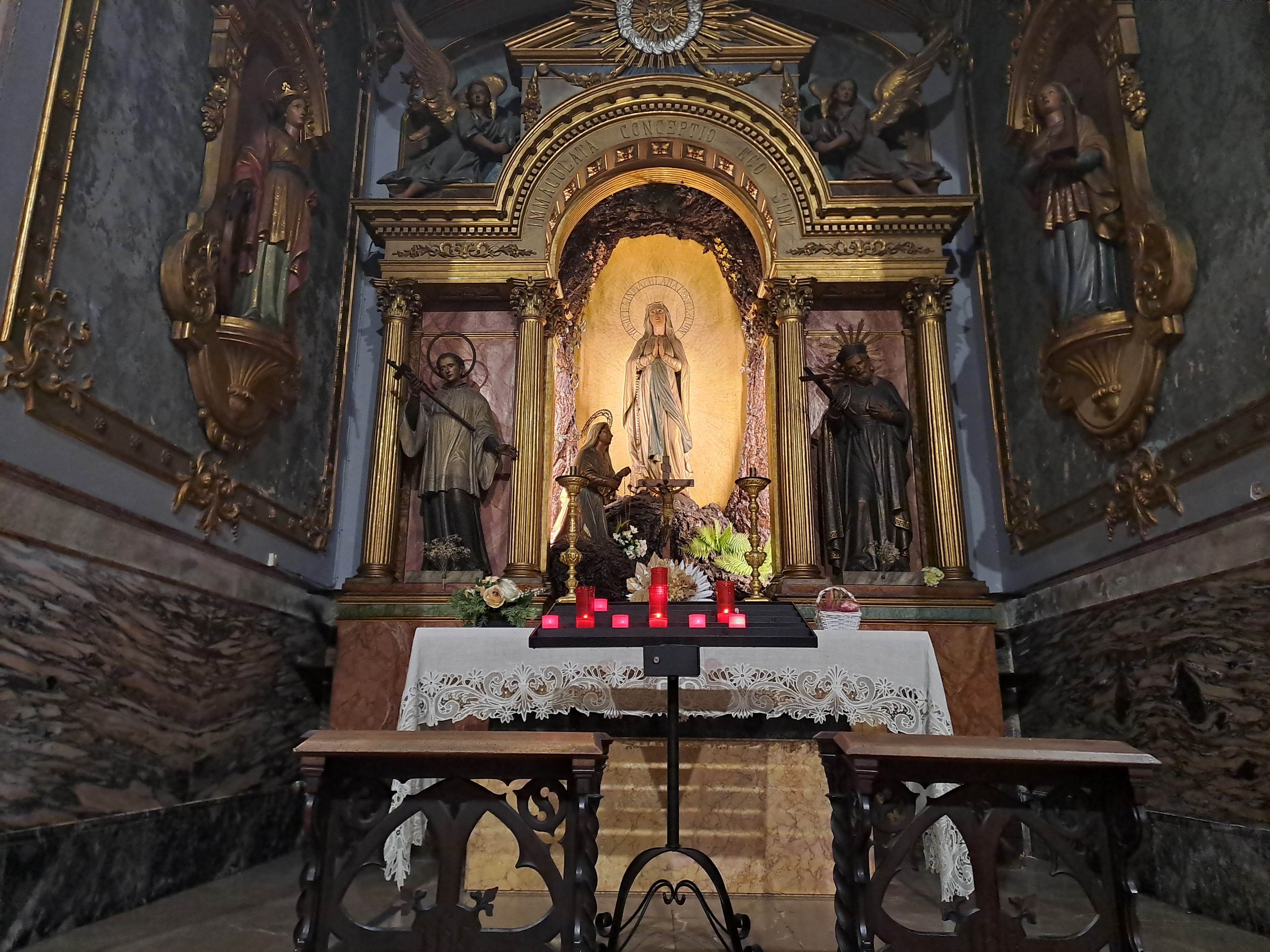
Capella de la Mare de Déu de Lourdes

A les parets laterals de la capella es troben representades Santa Catalina amb la roda (esquerra) i Santa Cecília, iconogràficament representada amb un orgue (dreta). Aquestes imatges foren col·locades el 21 de novembre de 1909i les beneí el canonge Mateu Rotger; Mateu Garau celebrà la missa. Els anys 1927 i 1928 s'hi col·locaren marbres per embellir la capella. L'altar de la capella fou consagrat pel Doctor Francisco Ortega de la Lorena, ardiaca, el 22 de maig de 1959, dia en que es celebrava la benedicció de la pintura de Lourdes situada al Portal menor.

### Capella de Sant Josep

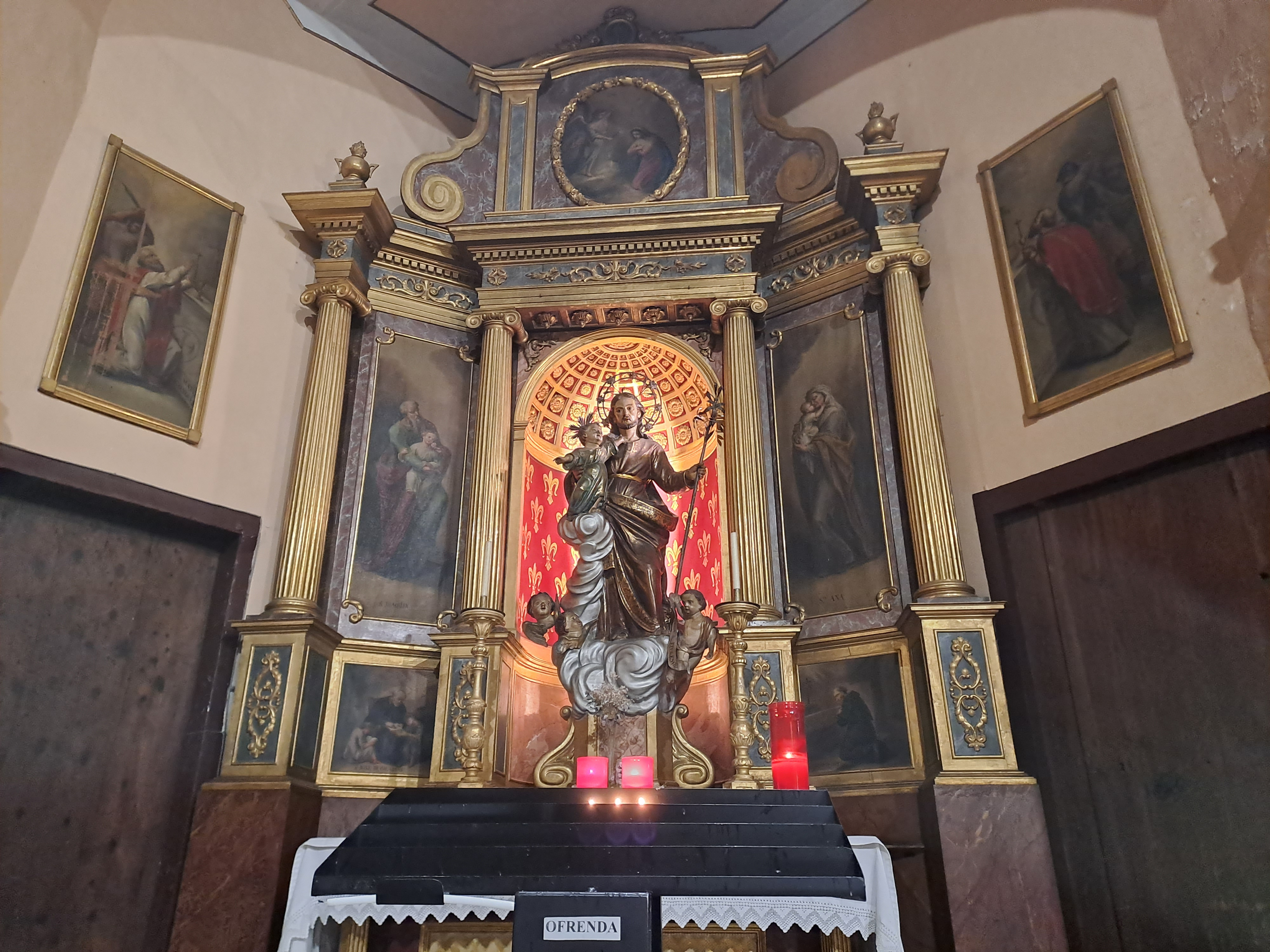
Capella de Sant Josep

A la part superior de la capella es troba un medalló que representa l'Anunciació. Al centre de tot, la figura de Sant Josep amb el Nin Jesús, el qual es troba sobre una peanya en forma de núvol. Als costats del sant hi ha dues teles que mostren Santa Aina (dreta) i Sant Joaquim (esquerre). Abaix de les dues teles, dues petites pintures que representen Sant Josep de Calassanç (esquerre) i Sant Josep de Copertino (dreta). A les parets laterals de la capella hi ha dues pintures de dos sants màrtirs celebrant l'Eucaristia, que sembla que són Sant Mateu i Sant Marc.

### Capella de la Mare de Déu del Carme

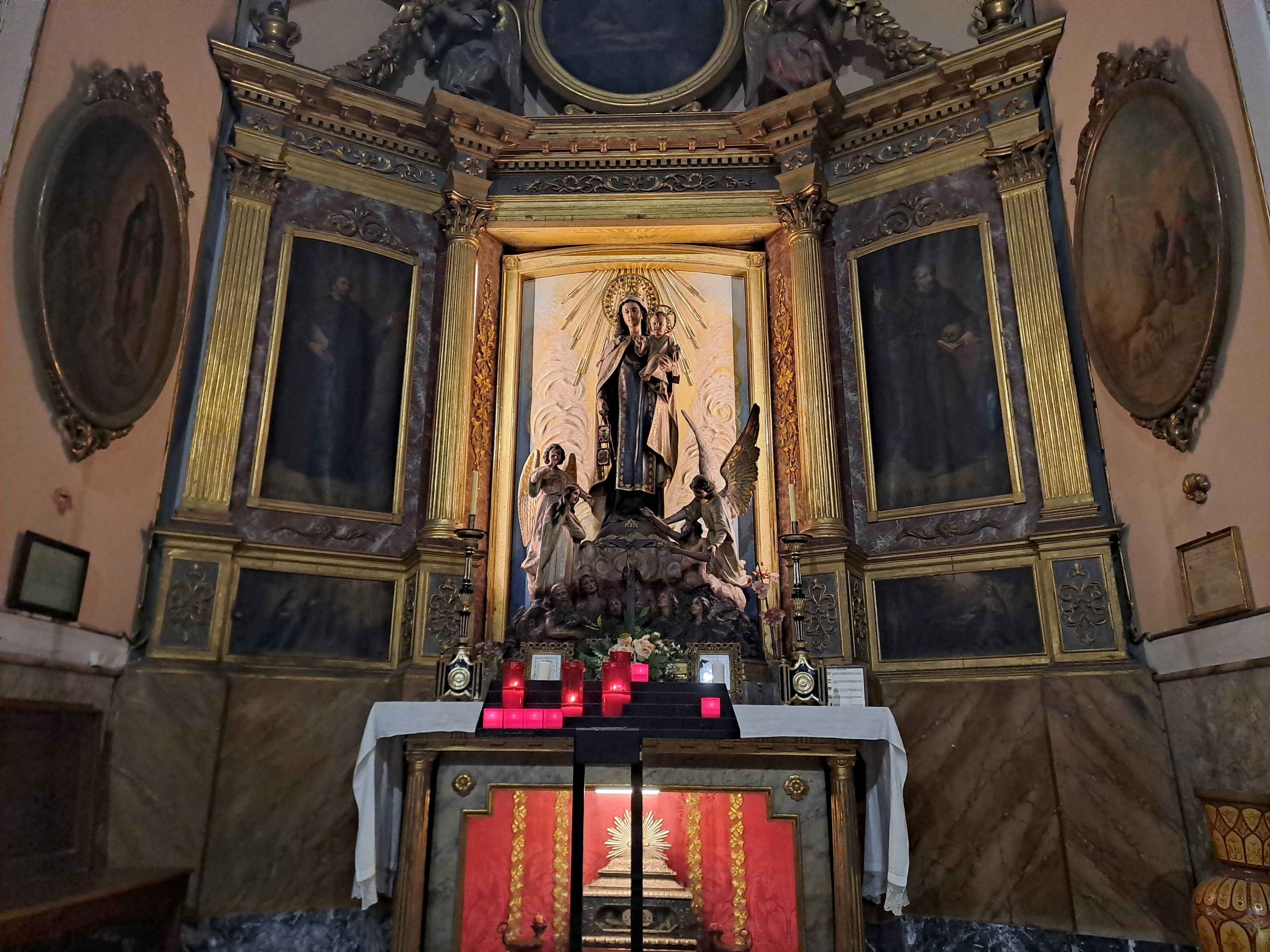
Capella de la Mare de Déu del Carme

A la part superior hi ha un medalló amb la imatge de Sant Alfons Maria Liguori. A la dreta de l'escultura de Maria s'hi troba representat Sant Lleonard de Porto Maurizio, i davall aquest, una petita pintura de Santa Catalina de Gènova. A l'esquerra, Sant Camil de Lel·lis i, davall aquest, Santa Gertrudis. A les parets laterals de la capella hi ha representades, en quadres ovalats, la Mare de Déu de Guadalupe (esquerra) i la Mare de Déu de Fàtima (dreta).
Davall l'altar es troba una urna de plata amb les despulles de Sant Pelegrí Màrtir. Aquesta urna fou exposada al culte públic l'any 1950: mossèn Bru Cortès deixà en herència (1880) la urna al seu nebot Francesc Forteza Cortès, demanant que, a la mort de Francesc, passàs a ser propietat de l'església de Sant Felip Neri, on roman avui en dia gràcies als hereus, que hi van renunciar atès que, legalment, la urna no solament pertanyia a Mossèn Bru Cortès, sinó també als descendents dels seus sis germans.

### Capella del Sagrat Cor de Jesús

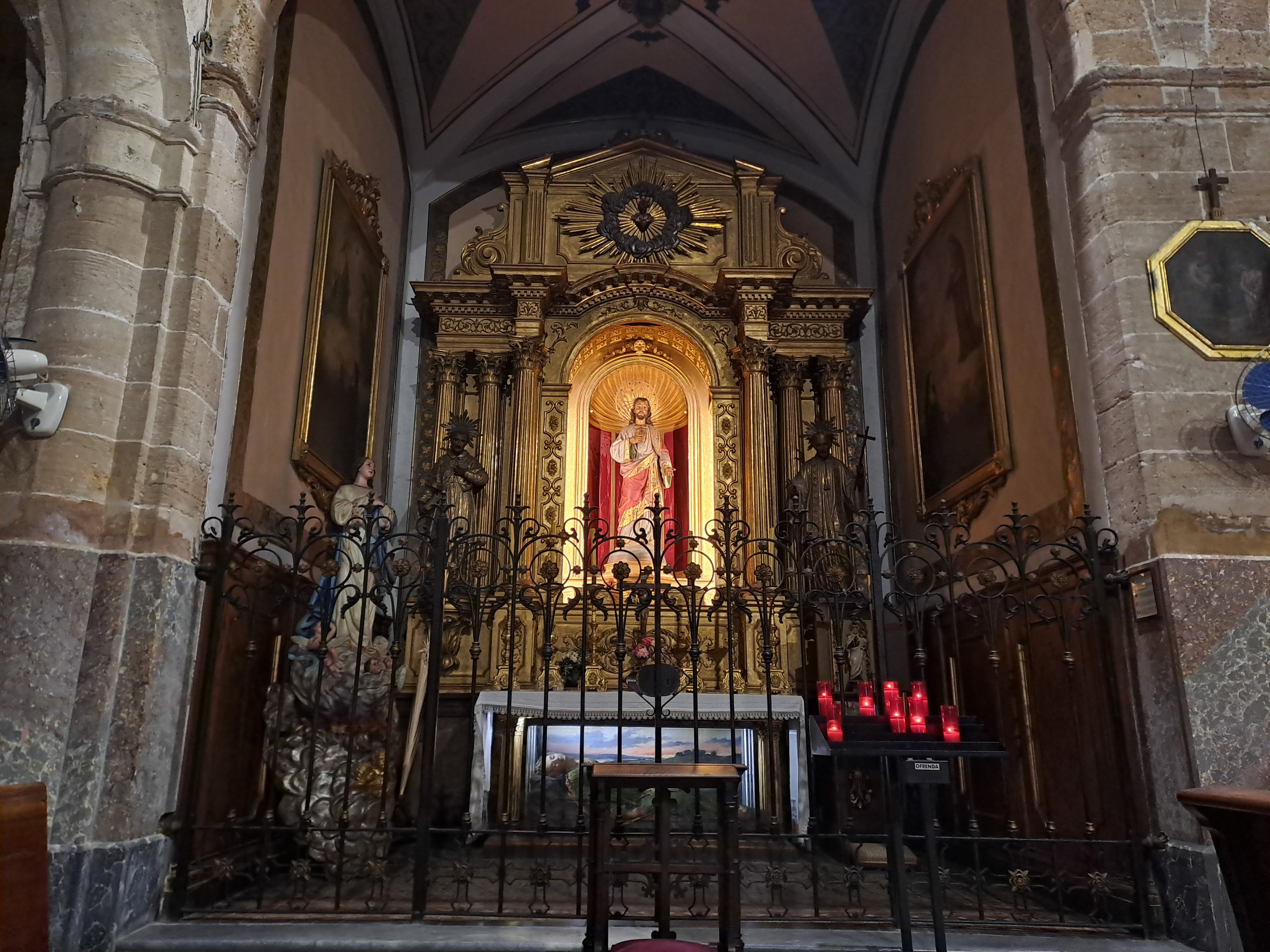
Capella del Sagrat Cor de Jesús

La capella del Sagrat Cor de Jesús és l'única, juntament amb la Capella de la Mare de Déu dels Dolors, que es troba tancada per una reixa. Al centre de la capella hi ha la imatge esculpida de Jesucrist. A la seva esquerra, dos beats de la Congregació de l'Oratori: el Joan Juvenal Ancina, a la dreta, i Sebastià Valfré, a l'esquerra. A les parets laterals de la capella hi ha dues pintures que representen l'Aparició del Cor de Jesús a Santa Margalida Maria Alacoque i l'Aparició de Sant Miquel a la mateixa santa.
Davall l'altar hi ha les despulles de Santa Victòria Màrtir dins una mascareta de cera. Als seus peus, hi ha una botella que guarda la seva sang. Les relíquies foren col·locades en aquesta capella l'any 1892: mossèn Josep d'Olesa, fill de Jaume d'Olesa, noble mallorquí que les rebé de part del Papa Gregori XVI, donà les despulles als Pares de l'Oratori.

### Capella del Diví Amor

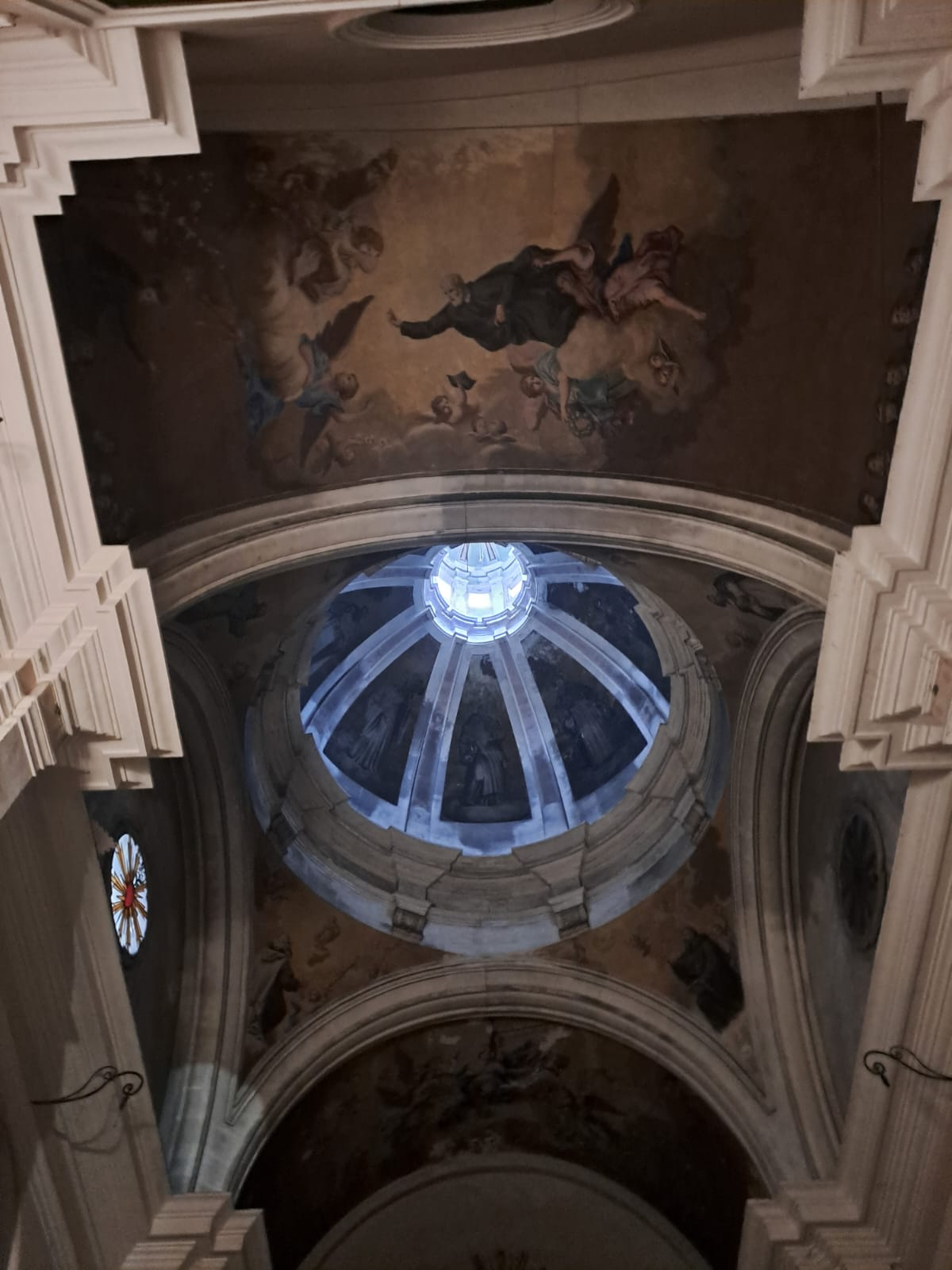
Cúpula de la Capella del Diví Amor

Aquesta capella, situada a mà esquerra del Portal Major, té la forma d'una petita esglesiola dedicada a la Mare de Déu del Diví Amor. Anteriorment, era dedicada a la Mare de Déu del Remei, fet que data del segle xvi, i el 1574, a iniciativa del virrei Miquel de Montcada, militar valencià que participà a la batalla de Lepant i a la Rebel·lió de les Alpujarras, es fundà una confraria destinada a aquesta imatge.
Després de l'exclaustració dels Trinitaris, la capella s'usà com a teatre. Actualment, només es pot veure una petita part de la capella, la qual, de tota maneres, sol romandre tancada. El 1867, després de la desamortització, s'obrí novament al culte públic, i el 1954 es tornà a beneir, després d'acabar les reformes. Durant aquestes obres es descobriren quinze sepultutres, algunes de les quals dataven del segle xviii (1717).
La Capella del Diví Amor disposa d'una cúpula decorada per Vicenç Matas, com també la volta. Damunt del portal de l'entrada i a l'interior de la capella hi ha un quadre de gran dimensions amb diferents escenes dels Evangelis.

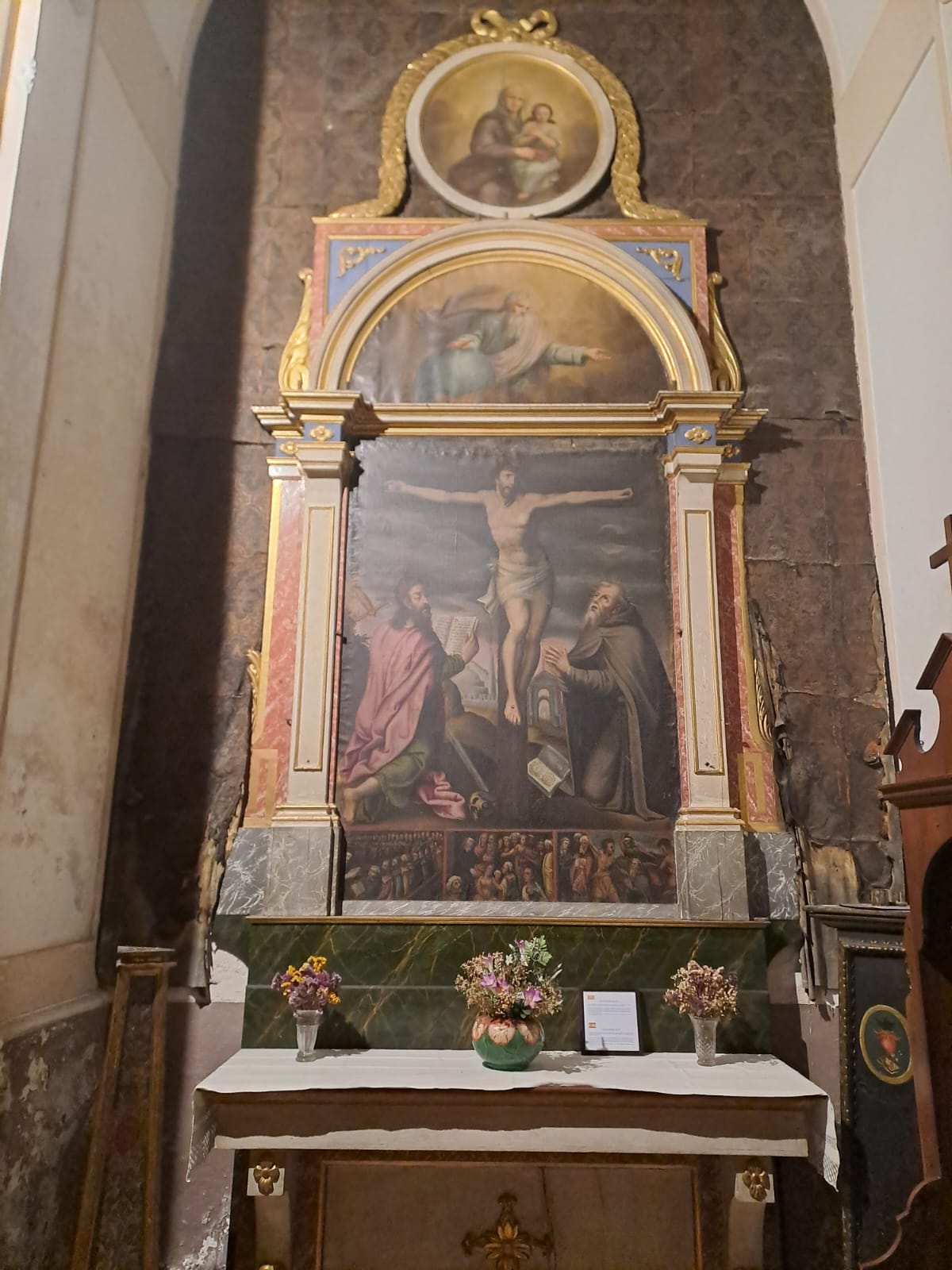
Altar de Crist Crucificat

Als costats de la Mare de Déu del Diví Amor hi ha dues pintures: Maria protegint Santa Rosa (dreta) i Santa Teresa (esquerra). A la part superior del retaule, un quadre de Sant Felip Neri, còpia de Guido Reni, duit de Roma pel Canonge Mir. Aquest quadre abans es trobava a l'Altar Major.
La capella del Diví Amor disposa de quatre altars laterals, dedicats a Santa Catalina Tomàs, la coronació de la Mare de Déu, vestida amb hàbit trinitari; Sant Felip Neri i els quatre sants que foren canonitzats amb ell (Sant Ignasi de Loiola, Sant Francesc Xavier, Sant Isidre Llaurador i Santa Teresa de Jesús); i Crist crucificat, flanquejat per Sant Pau i el Beat Ramon Llull. Aquest darrer altar és l'únic visible actualment, i procedia de Can Cererols, a l'actual Plaça Major, d'on es diu que hi havia la casa del Beat Ramon Llull. Fou duit a l'Església de Sant Felip per indicació del Bisbe Miquel Salvà.
Devora l'entrada de la capella hi ha un altar amb les restes de Sant Albert Màrtir, les quals reposen a Sant Felip de 1950 ençà, tot i que havien arribat uns quants anys abans amb els segells romputs (raó per la qual la Congregació no havia gosat exposar-les al culte públic). Aquest altar amb les despulles abans es trobava a la Capella del Sant Crist Rescatat, i es mogueren l'any 2019.

### Capella de la Mare de Déu dels Dolors

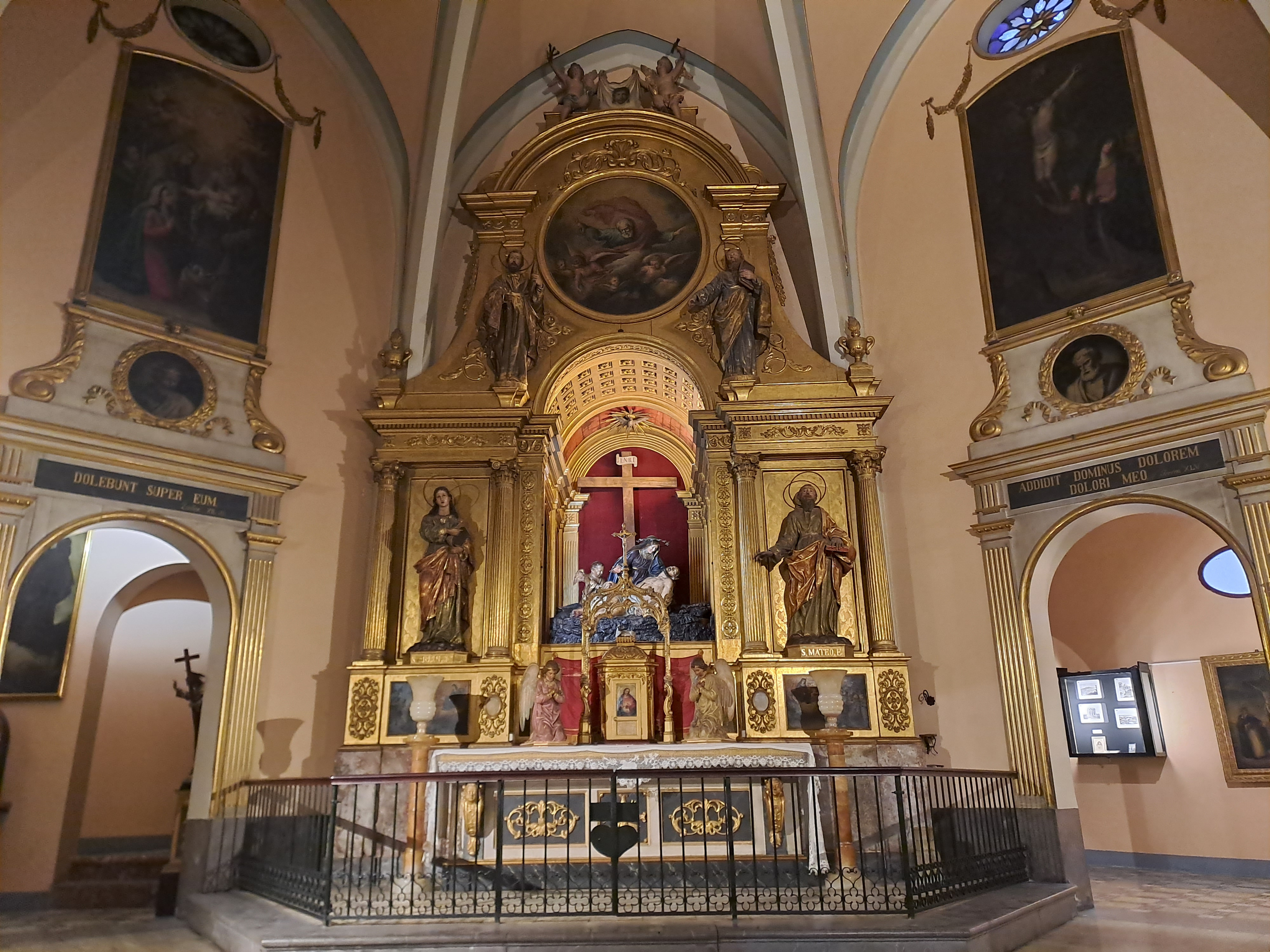
Capella de la Mare de Déu dels Dolors

La capella de la Mare de Déu dels Dolors es troba al costat esquerre de l'Altar Major, i és on actualment es troba també el museu de l'església. En comparació a la resta de capelles és de dimensions considerables. Disposa d'una planta octogonal amb girola. Santiago Sebastián López, historiador, data la capella del 1544. Fou feta construir pel Prior Pere Pont, trinitari i bisbe de Cluny, durant el seu priorat al convent del Sant Esperit, i fou beneïda per Fra Rafel Llinars, frare del Carme i fet bisbe de Cristòpolis (Macedònia Oriental) l'any 1537. Després d'haver estat beneïda es van tancar els arcs amb reixes de ferro, i solament podien entrar-hi els sacerdots per celebrar la litúrgia, amb el requisit, a més, de fer-ho calçats amb sabates de vellut.
El 30 d'agost de 1864 la capella es reobrí al culte, després de l'adquisició del temple per part de la Congregació de l'Oratori. Durant l'època d'abandonament, la capella havia estat utilitzada com a magatzem de llenya. Els elements destacats a la capella són: un retaule barroc amb escultures de la Mare de Déu dels Dolors (centre) i dels quatre Evangelistes, Joan i Marc a la dreta i Lluc i Mateu a l'esquerra. A la part superior del retaule, un medalló representant el Pare Celestial.
La capella, en tant que octogonal, disposa de set entrades (el nombre set representa, en el cristianisme, la perfecció i, per tant, Déu). Damunt cada una de les set portes hi ha una cita bíblica que fa referència a la Passió de Crist; un medalló amb els bust d'un Profeta i a dalt de tot, un quadre amb escenes dels Set Dolors de Maria. Al portal central, en comptes d'un quadre, hi ha la façana d'un orgue. A la part externa d'aquest mateix portal hi ha un escut nobiliari i una imatge de l'Ecce Homo. Anteriorment, durant l'època dels Trinitaris, a la capella hi havia set retaules dels Dolors de Maria, que el 1840 foren traslladats la capella de la Casa de la Misericòrdia i actualment no se sap on es troben.

### El cor

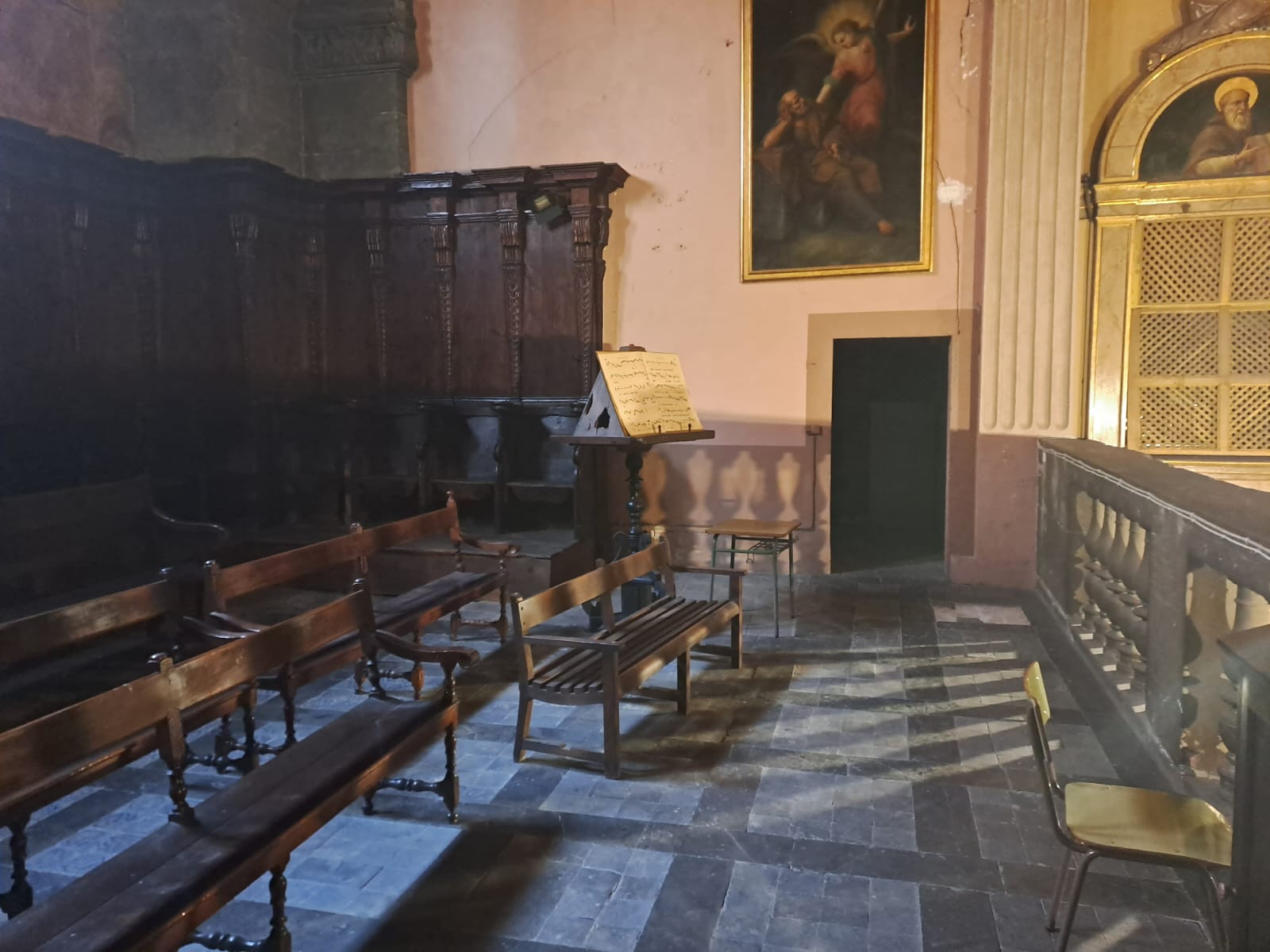
El cor

Al cor hi ha un dels pocs elements que encara es conserven dels temps del trinitaris: l'encadirat, el qual segurament es troba incomplet atès que solament hi ha trenta cinc cadires (nombre molt baix, tenint en compte que en aquells moments segurament hi vivia el doble d'individus). És probable que el cor no fos el lloc original del cadiram. La paret del fons del cor és decorada amb una tela de la Mare de Déu de la Vallicela (patrona de l'Oratori que presideix la Chiesa Nuova a Roma). Davall, hi ha representats Sant Felip i dos Beats: Joan Juvenal Ancina i Sebastià Valfré, ja esmentats. A la part superior de la cadira prioral, un quadre a l'oli de Vicenç Mates que representa Sant Felip Neri, col·locat l'any 1859. Damunt els portals hi ha dues teles: l'aparició a Sant Pere i la decapitació de Sant Pau.

### L'orgue
L'orgue està situat sobre la segona capella de la dreta, i data entre 1876 i 1880. Es troba en bon estat de conservació.

### El campanar

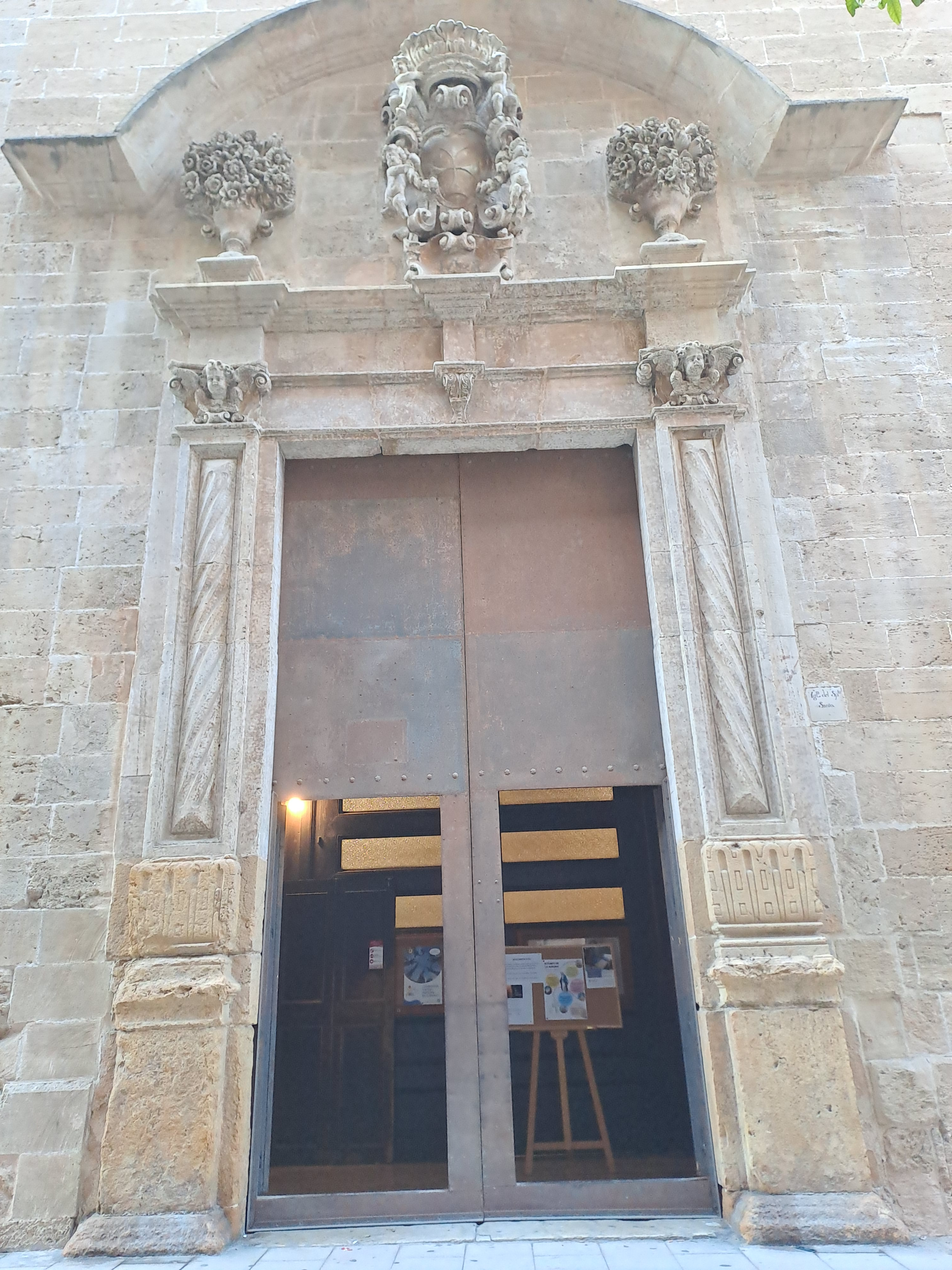
El Portal Major

El campanar és quadrat, amb sis cossos; el superior disposa de finestres geminades o biforades. La torre acaba amb una cúpula amb llanternó damunt un tambor octogonal. Disposa de dues campanes; la més grossa i antiga (el nom de la qual està esborrat) es fabricà a Barcelona l'any 1889 per la Fundició Pallés. La més petita i moderna té la història següent. Segons l'Arxiu de l'Oratori de dia 19 de maig de l'any 1907, el dia de Pentecosta, la campana s'esquerdà. L'any següent se'n beneí una altra, amb el nom de Maria Assumpció, feta a Palència per Moisés Diez. L'encarregat de beneir-la fou Antoni Maria Massanet, bisbe de Sogorb. El 1952 la campana fou retirada i es refongué, i anà a parar a diversos llocs, entre els quals Las Palmas de Gran Canaria; finalment, tornà a Sant Felip per ser beneïda, amb el mateix nom, pel Canonge Doctoral Sebastià Garcías Palou el 1954.
Una de les campanes que hi havia en temps dels Trinitaris és, actualment, al campanar de la Parròquia dels Dolors de Manacor i té el nom, precisament, de Sant Esperit.

### Els portals
L'església de Sant Felip Neri té dos portals. El Portal Major és el que pega al carrer d'en Vilanova: a la part superior hi ha esculpit l'escut Trinitari, enmig de dos grans gerros de flors amb dues parelles d'àngels, de les quals la superior sosté una corona. El Portal Menor pega a una petita plaça entre els carrers d'en Vilanova i de Sant Felip Neri, i és més senzill que el Portal Major: solament disposa d'una imatge pintada que sembla de la Trinitat.